# Розподіл Кантора
Помилка Lua у Модуль:Navbar у рядку 61: Неприпустима назва {{subst:PAGENAME}}.
Розподіл Кантора — розподіл ймовірностей, функція розподілу ймовірностей якого є функцією Кантора.
Цей розподіл не має ані функції густини ймовірності, ані функції ймовірностей, оскільки, хоча його функція розподілу є неперервною функцією, розподіл не є абсолютно неперервним щодо міри Лебега, а також не має точкових мас. Таким чином, він є ані дискретним, ані абсолютно неперервним розподілом ймовірностей, ані їхнім поєднанням. Він є швидше прикладом сингулярного розподілу.

## Характеристика
Носієм розподілу Кантора є множина Кантора, власне перетин (нескінченного числа) множин:
{\displaystyle {\begin{aligned}C_{0}={}&[0,1]\\[8pt]C_{1}={}&[0,1/3]\cup [2/3,1]\\[8pt]C_{2}={}&[0,1/9]\cup [2/9,1/3]\cup [2/3,7/9]\cup [8/9,1]\\[8pt]C_{3}={}&[0,1/27]\cup [2/27,1/9]\cup [2/9,7/27]\cup [8/27,1/3]\cup \\[4pt]{}&[2/3,19/27]\cup [20/27,7/9]\cup [8/9,25/27]\cup [26/27,1]\\[8pt]C_{4}={}&[0,1/81]\cup [2/81,1/27]\cup [2/27,7/81]\cup [8/81,1/9]\cup [2/9,19/81]\cup [20/81,7/27]\cup \\[4pt]&[8/27,25/81]\cup [26/81,1/3]\cup [2/3,55/81]\cup [56/81,19/27]\cup [20/27,61/81]\cup \\[4pt]&[62/81,21/27]\cup [8/9,73/81]\cup [74/81,25/27]\cup [26/27,79/81]\cup [80/81,1]\\[8pt]C_{5}={}&\cdots \end{aligned}}}
Розподіл Кантора — унікальний розподіл ймовірностей, для якого для будь-якого Ct (t ∈ { 0, 1, 2, 3, … }), ймовірність того, що певний інтервал у Ct, що містить розподілену Кантором випадкову величину, дорівнює 2-t на кожному з 2t інтервалів.

## Моменти
За симетрією легко переконатися, що для випадкової величини X, що має такий розподіл, її очікуване значення E(X) = 1/2, і що всі непарні центральні моменти X є 0.
Закон повної дисперсії може бути використаний для знаходження дисперсії var(X) наступним чином. Для вищевказаного набору C1 нехай Y=0, якщо X ∈ [0,1/3], і 1, якщо X ∈ [2/3,1]. Тоді:
{\displaystyle {\begin{aligned}\operatorname {var} (X)&=\operatorname {E} (\operatorname {var} (X\mid Y))+\operatorname {var} (\operatorname {E} (X\mid Y))\\&={\frac {1}{9}}\operatorname {var} (X)+\operatorname {var} \left\{{\begin{matrix}1/6&{\mbox{з імовірністю}}\ 1/2\\5/6&{\mbox{з імовірністю}}\ 1/2\end{matrix}}\right\}\\&={\frac {1}{9}}\operatorname {var} (X)+{\frac {1}{9}}\end{aligned}}}
З цього ми отримуємо:
{\displaystyle \operatorname {var} (X)={\frac {1}{8}}.}
Вираз замкнутої форми для будь-якого парного центрального моменту можна знайти, попередньо отримавши парні кумулятори
{\displaystyle \kappa _{2n}={\frac {2^{2n-1}(2^{2n}-1)B_{2n}}{n\,(3^{2n}-1)}},\,\!}
де В2n є 2n-им числом Бернуллі, а потім виразити моменти як функції кумулянтів.